# Oficina Antifraude de Cataluña
La Oficina Antifraude de Cataluña (Oficina Antifrau de Catalunya, OAC) de la Generalidad de Cataluña es un ente que actúa con independencia del Gobierno de Cataluña y de las administraciones públicas, adscrito al Parlamento de Cataluña. Se creó en 2008 siendo pionero en España y nace como una de las herramientas para dar cobertura a la exigencia ciudadana de un incremento tangible en la probidad institucional (ver Ley-preámb).
La finalidad de la Oficina Antifraude es prevenir e investigar posibles casos concretos de uso o destino ilegales de fondos públicos o cualquiera otro aprovechamiento irregular derivado de conductas que comporten conflicto de intereses o el uso en beneficio privado de informaciones derivadas de las funciones propias del personal al servicio del sector público. Comprobará cualquier acto de corrupción, práctica fraudulenta o conducta ilegal que afecte a los intereses generales. La Oficina tiene un papel como canal de comunicación seguro para los reveladores y también como filtro para purgar revelaciones validables de alegaciones gratuitas (ver Ley-art.1).
Al frente de la Oficina hay una directora o director, propuesto por el presidente de la Generalidad, en nombre del Gobierno, el cual tiene que comparecer ante la comisión parlamentaria correspondiente para ser evaluado a las condiciones requeridas para el cargo. Después de la comparecencia es elegido por el Pleno del Parlamento por mayoría de tres quintas partes. El mandato del director o directora de la Oficina Antifraude es de nueve años desde la fecha en qué es elegido por el Parlamento, y no puede ser renovado. El actual director es Miguel Ángel Gimeno Jubero, en el cargo desde el 26 de julio de 2016. Gimeno Jubero sustituyó a Daniel de Alfonso Laso, que fue escogido jefe de la Oficina Antifraude en 2011 después de la muerte, el mismo año, de David Martínez Madero, el primer director.
Anualmente, este director o directora de la Oficina Antifraude tiene que dar cuenta de su gestión ante el Parlamento de Cataluña mediante una memoria que será pública (ver Ley-art.23).